# サンタンジェロ・ロマーノ
サンタンジェロ・ロマーノ（イタリア語: Sant'Angelo Romano）は、イタリア共和国ラツィオ州ローマ県にある、人口約5,000人の基礎自治体（コムーネ）。

## 地理

### 位置・広がり
ローマ県東部のコムーネ。

#### 隣接コムーネ
隣接するコムーネは以下の通り。
- フォンテ・ヌオーヴァ
- グイドーニア・モンテチェーリオ
- メンターナ
- パロンバーラ・サビーナ

## 行政

### 山岳部共同体
広域行政組織である山岳部共同体「モンティ＝サビニ・ティブルティーニ・コルニコラニ・エ・プレネスティーニ山岳部共同体」 (it:Comunità montana dei Monti Sabini, Tiburtini, Cornicolani e Prenestini) （事務所所在地: ティヴォリ）に属する。

### 分離集落
サンタンジェロ・ロマーノには、以下の分離集落（フラツィオーネ）がある。
- Andreuzza, Arrovello, Casigliano, Cioccati, Collelungo, Fonte, Martinella, Martinozzi, Molino, Montardone, Monte Patulo (capoluogo comunale), Osteria Nuova, Pantano, Piedimonte, Poggio Cesi, Ponte delle Tavole, Pòzzera, Quadri, Quarticciolo, Selva, Stagline, Stefanelle, Vignaletti